# Donaulände (Linz)

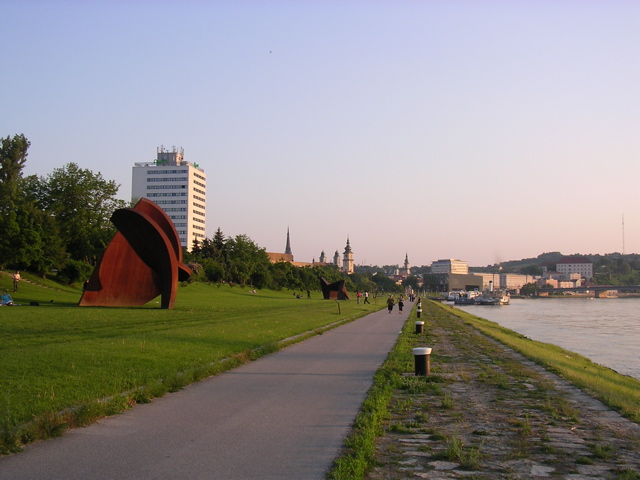
Donaulände

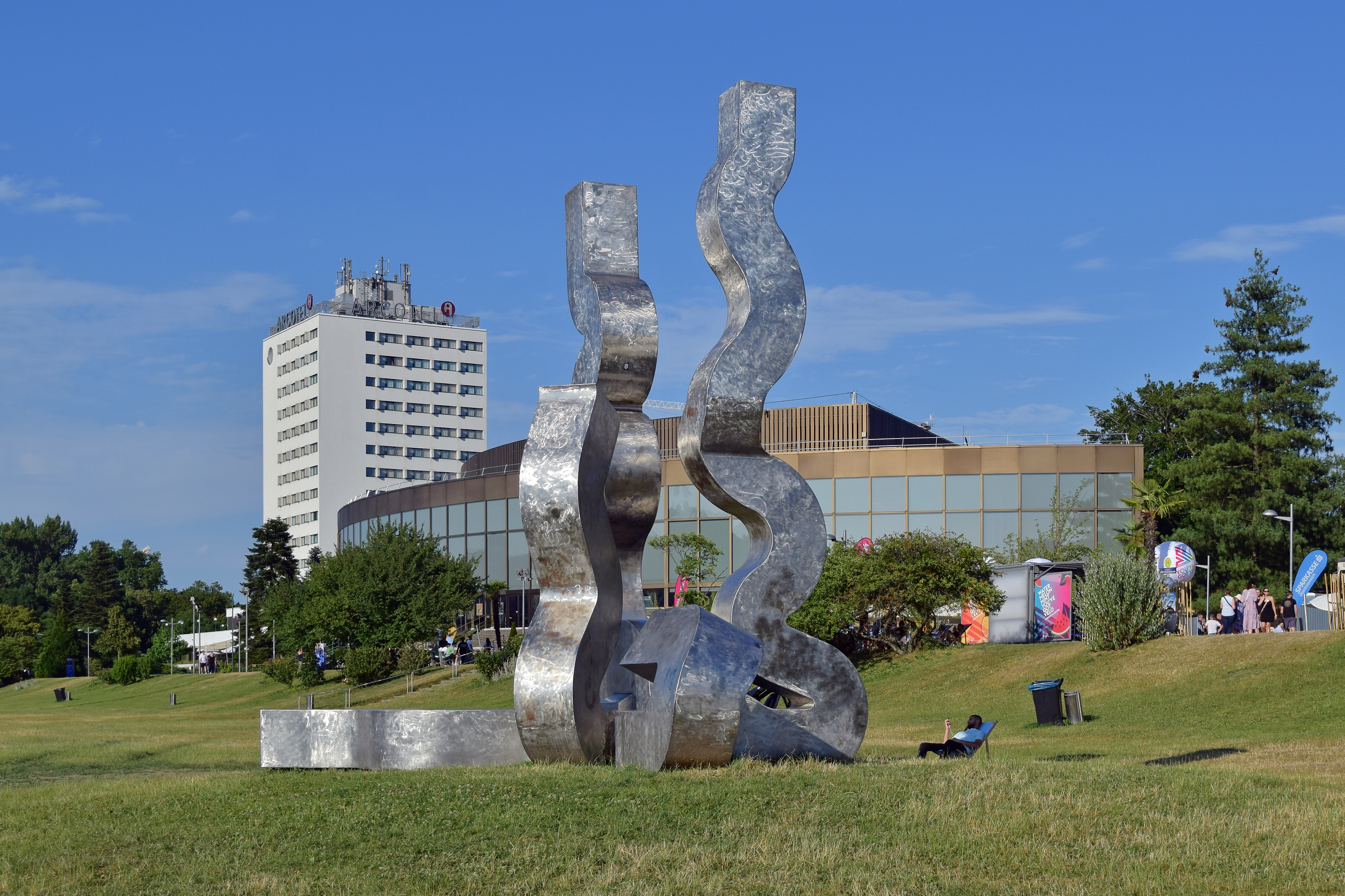
Strömung van Erwin Reiter, Brucknerhaus

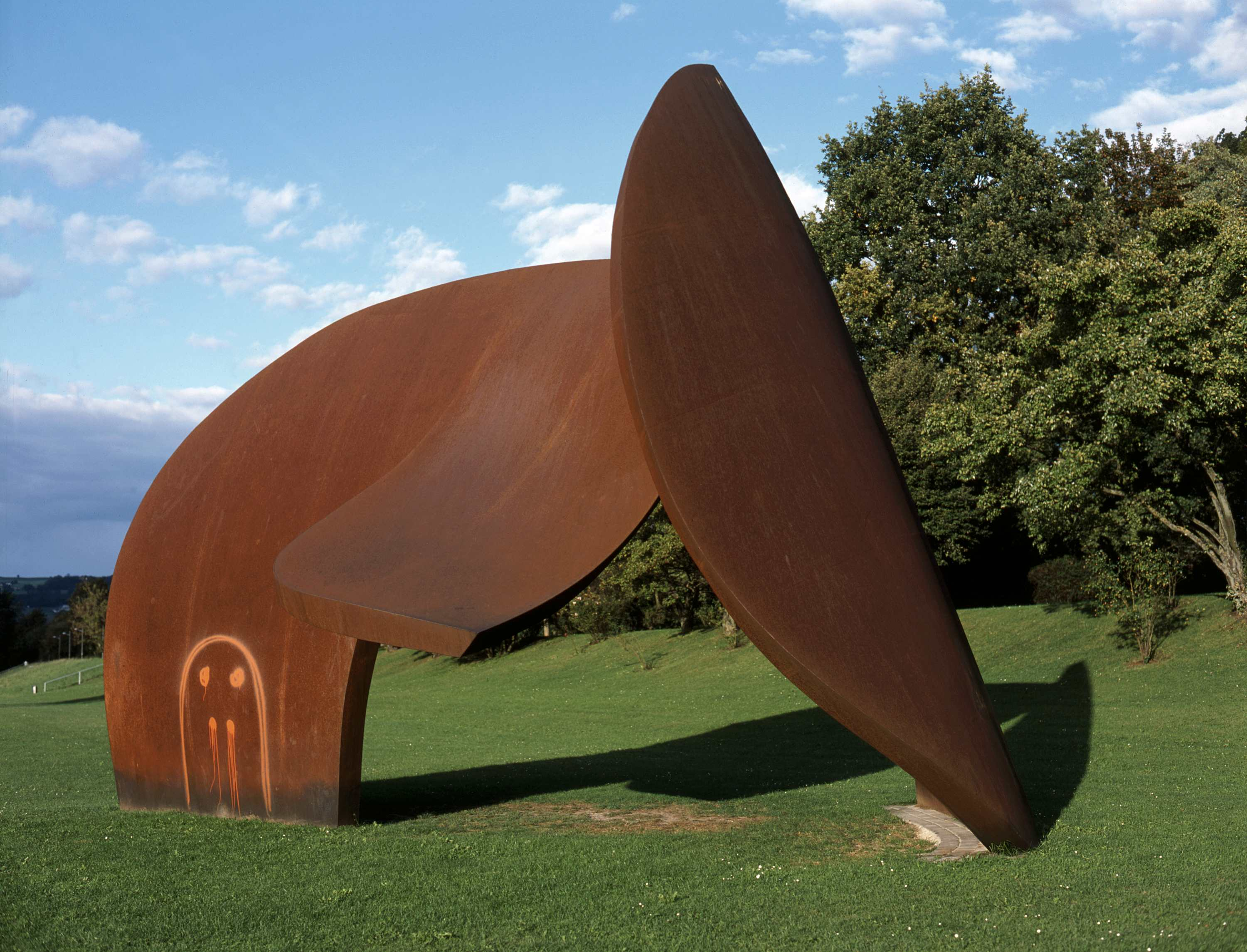
Homenaje a Anton Bruckner van Amadeo Gabino

De Donaulände (Linz), in de volksmond ook 'Donaupark' of 'Lände' genaamd, is een bekend openbaar park in Linz, Oostenrijk, dat ter hoogte van het stadscentrum op de zuidelijke Donauoever, tussen de Nibelungenbrug en de Voest-Brug ligt.
Bovendien bevinden zich op de Donaulände het in 2003 geopende Kunstmuseum Lentos en het Brucknerhaus, de concertzaal die sinds 1973 in gebruik is.

## Het „forum metall“
In 1977 werd ter gelegenheid van het forum metall een voor het publiek toegankelijke beeldenroute ingericht, waar nationale en internationale kunstenaars hun beelden/installaties zouden tonen.
Twaalf monumentale werken van gerenommeerde kunstenaars, afkomstig uit zeven landen, werden geplaatst en volgens plan zou de collectie in de loop der tijd worden uitgebreid. 
Tot de groep uitgenodigde kunstenaars van 1977 behoorden onder andere: Max Bill, Bernhard Luginbühl, Piotr Kowalski, Haus-Rucker-Co, Mathias Goeritz, Erwin Heerich, Klaus Rinke, Donald Judd, Herbert Bayer, Günther Uecker, David Rabinowitch, Erwin Reiter en Eduardo Paolozzi. 
De navolgende 10 monumentale sculpturen behoren thans (2008) tot de collectie:
1. „Tisch der Austreibung“ van Günther Uecker, 1977
2. „Strömung“ van Erwin Reiter, 1977
3. „Ellipse in 10 Teilen“ van David Rabinowitch, 1974-77
4. „Thermocouple“ van Piotr Kowalski, 1977
5. „Brunnenskulptur“ van Herbert Bayer, 1977
6. „Pavillionskulptur III“ van Max Bill, 1977
7. „Hommage für Anton Bruckner“ van Eduardo Paolozzi, 1977
8. „Ohne Titel“ van Erwin Heerich, 1977
9. „Die Schlange“ van Mathias Goeritz, 1986
10. „Homenaje a Anton Bruckner“ van Amadeo Gabino, 1998

In 1998 werd de metaalsculptuur „Hommage à Anton Bruckner“ van de Spaanse beeldhouwer Amadeo Gabino aan de collectie toegevoegd. Het 18 ton zware kunstwerk werd vervaardigd bij Voest Alpine MCE in Linz en per schip op de plaats van bestemming in het Donaupark gebracht.
Twee jaar na de expositie in 1977 werd het werk „Nike von Samothrake“, gecreëerd door de Architektengruppe Haus-Rucker-Co, verwijderd. Ook werden de beelden/installaties van de kunstenaars Donald Judd, Bernhard Luginbühl en Klaus Rinke op hun wens, het ging om bruiklenen, weer geretourneerd.